# Соболева, Антонина Сергеевна
Антонина Сергеевна Соболева (18 января 1930, Тверская область — 1 декабря 2002, Красный Бор, Ленинградская область) — рабочая Насакиральского совхоза Министерства сельского хозяйства СССР, Махарадзевский район, Грузинская ССР. Герой Социалистического Труда (1951).

## Биография
Родилась 18 января 1930 года в крестьянской семье в одном из сельских населённых пунктов современной Тверской области. После Великой Отечественной войны переехала в Грузинскую ССР. Трудилась на чайной плантации в бригаде Валериана Нацваладзе Насакиральского совхоза Мхарадзевского района, директором которого был Михаил Гварджаладзе. За выдающиеся трудовые достижения по итогам работы в 1948 году была награждена Орденом Трудового Красного Знамени.
В 1950 году собрала 6574 килограмма зелёного чайного листа на площади 0,5 гектаров. Указом Президиума Верховного Совета СССР от 1 сентября 1951 года удостоена звания Героя Социалистического Труда за «получение в 1950 году высоких урожаев сортового зелёного чайного листа» с вручением ордена Ленина и золотой медали «Серп и Молот» (№ 6161).
Этим же указом званием Героя Социалистического Труда были награждены труженицы Насакиральского совхоза Мария Тимофеевна Ивахнова, Анна Порфировна Прокопенко, Ирина Артёмовна Ковалёва, Прасковья Яковлевна Сотник, Лидия Терентьевна Топчиева и Елена Афанасьевна Фёдорова.
После выхода на пенсию проживала в селе Кведа-.

## Награды
- Герой Социалистического Труда
- Орден Ленина
- Орден Трудового Красного Знамени (05.07.1949)